# Laura Pérez i Vernetti
Laura Pérez i Vernetti   (Barcelona, 1958) és una dibuixant de còmics i il·lustradora catalana. Prové del còmic underground, essent una de les poques dones en haver publicat a la revista El Víbora. El seu dibuix és de traç net, basat en models classicistes i imatges sensuals o oníriques. El sexe, la bogeria, la mort i el dolor de creació són temes constants en la seva obra.

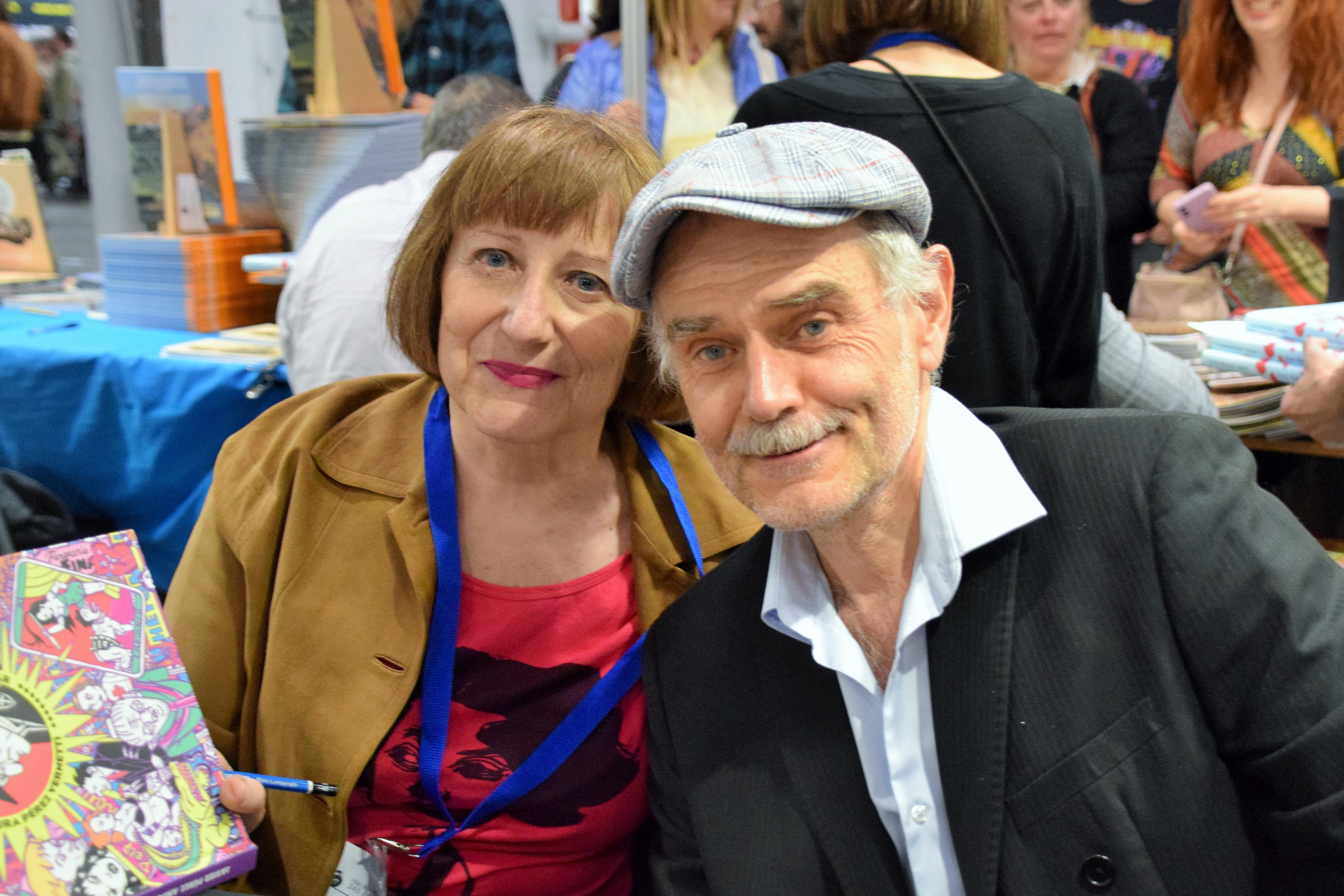
Laura P. Vernetti amb Javier Pérez Andújar firmant exemplars de El designio al 42 Comic Barcelona (2024).

Destaca per les seves adaptacions de poesia contemporània al còmic. Entre els diversos títols que ha dedicat a poetes, hi consten autors com Pessoa, Rilke, Maiakovski o Baudelaire. Degut a la seva llarga relació amb aquest art, la crítica l'ha titllat de la «gran poetesa del còmic espanyol».
El 2018 fou guardonada amb el Gran Premi del Saló del Còmic de Barcelona.

## Biografia i obra
Es va llicenciar en Belles Arts i en els seus inicis professionals va treballar majoritàriament per a la revista El Víbora, entre els anys 1981 i 1991. Alguns dels guionistes amb els quals ha treballat són Felipe Hernández Cava, Joseph-Marie Lo Duca, Onliyú o Antonio Altarriba.
Ediciones La Cúpula li va editar el monogràfic El toro blanco (1989) amb Joseph-Marie Lo Duca, i La trampa (1990).
El 2019 l'editorial Luces de Gábilo va publicar l'obra Las vidas imaginarias de Schwob, una revisió dels primers treballs professionals de Vernetti, originalment publicats a la revista underground El Víbora durant els anys 1980. El còmic, amb guions d'Onliyú, està basat en tres relats biogràfics del llibre Vides imaginàries de l'autor francès Marcel Schwob. No obstant, la recopilació introdueix reformes gràfiques i literàries respecte a les pàgines originals, a més de dues biografies inèdites que mai foren publicades a El Víbora. L'obra fou una de les protagonistes del Saló Internacional del Còmic de Barcelona de 2019, que presentava una exposició retrospectiva de l'obra de Vernetti pel fet d'haver guanyat el Gran Premi en l'anterior edició del festival.
El 2020 va ampliar la seva llista de còmics dedicats a la poesia amb la publicació de La cólera de Baudelaire (Lúces de Gábilo, 2020), dedicat al poeta malaït Baudelaire.

## Publicacions[8]
- El toro blanco (1989), amb guió de J.-M. Lo Duca
- La trampa (1990)
- Markheim (1996)
- Las habitaciones desmanteladas (1999)
- Macandé (2000), amb guió de Felipe Hernández Cava
- Las mil y una noches (2002)
- No ballena (2002)
- Susana (2004)
- Amores locos (2005), amb guió d'Antonio Altarriba
- El brillo del gato negro (2008), amb guió d'Antonio Altarriba
- Sarà servito (2010), amb guió de Felipe Hernández Cava
- Pessoa & cia (2011)
- El caso Maiakovski (2014)
- Poémic (2015), sobre poesia de Ferran Fernández
- Ocho poemas. Novela gráfica (2016)
- Yo, Rilke (2016)
- Viñetas de plata. Poesía gráfica de Luis Alberto de Cuenca (2017)
- Derrumbando estereotipos. La subjetividad femenina en el cómic, diverses autores (2018)
- Las vidas imaginarias de Schwob (2019), amb guió d'Onliyú
- La cólera de Baudelaire (2020)
- El designio (Autsaider Cómic, 2024), amb Javier Pérez Andújar. ISBN 978-8412765229.